# يسرائيل كريستال
يسرائيل كريستال (بالبولندية: Izrael Icek Kryształ)‏ (15 سبتمبر 1903 - 11 أغسطس 2017)، هو أكبر رجل حيّ في العالم منذ يوم 19 يناير 2016 وحتى يوم وفاته في 11 أغسطس 2017، وهو صاحب لقب عميد الرجال في البشرية في تلك الفترة، وبلغ من العمر قبل وفاته 113 عاماً و330 يوماً، وُلِد يسرائيل لأبوين يهوديين في بولندا، التي كانت جزءً من الإمبراطورية الروسية في ذلك الوقت، شهد الحرب العالمية الأولى والثانية، ونجا من محرقة اليهود وكان أحد الناجين من معسكر أوشفيتز النازي، وبعد غزو ألمانيا النازية لبولندا في عام 1939، نُقل كريستال وعائلته إلى الغيتو في وودج. ومات طفلاه هناك، وأرسل هو وزوجته تشايا فايغا فروكت إلى معسكر أوشفيتز في عام 1944، بعد تصفية الغيتو، وبعدها قتلت زوجته في المعسكر، لكنه نجا بعدما عمل بالسخرة في ذلك المعسكر وغيره من المعسكرات النازية. وحينما عثرت عليه قوات الحلفاء في مايو من عام 1945 كان وزنه 37 كيلوغراما فقط. ثم هاجر كريستال، وهو الناج الوحيد من عائلته، إلى إسرائيل في عام 1950 بصحبة زوجته الثانية وولدهما، حيث استمر في العمل بصناعة الحلويات حتى تقاعده.